# Комерси
Комерси (фр. Commercy) је насељено место у Француској у региону Лорена, у департману Меза.
По подацима из 2011. године у општини је живело 6305 становника, а густина насељености је износила 178,26 становника/km².

## Демографија
| 1962. | 1968. | 1975. | 1982. | 1990. | 2011. |
| ----- | ----- | ----- | ----- | ----- | ----- |
| 7.043 | 7.164 | 6.989 | 6.792 | 6.404 | 6.305 |

## Партнерски градови
- Хокенхајм